# 李春芳 (嘉靖癸丑進士)
李春芳（？—？），字元實，號鳳岡，山西平陽府沁水縣人，民籍，明朝政治人物。

## 生平
山西鄉試第六名舉人。嘉靖三十二年（1553年）中式癸丑科三甲第二十一名進士。都察院观政，授陝西盩厔縣知縣，擢兵科給事中。三十六年十月升本科右，三十九年五月升户科左。

## 家族
曾祖李憲；祖父李□；父李价，歲貢生。母張氏。弟良士、良相、继芳、时芳、良臣。